# Tajiri (Osaka)
Tajiri (田尻町 Tajiri-chō?) es un pueblo localizado en la prefectura de Osaka, Japón. En agosto de 2019 tenía una población estimada de 8.923 habitantes y una densidad de población de 1.588 personas por km². Su área total es de 5,62 km².

## Geografía

### Localidades circundantes
- Prefectura de Osaka
  - Izumisano
  - Sennan

## Demografía
Según datos del censo japonés, la población de Tajiri ha aumentado en los últimos años.
| Año del censo | Población |
| ------------- | --------- |
| 1995          | 6.285     |
| 2000          | 6.785     |
| 2005          | 7.240     |
| 2010          | 8.085     |
| 2015          | 8.417     |